# Dinny Pails
Dennis "Dinny" Pails (Nottingham, 4 de março de 1921 – Sydney, 22 de novembro de 1986) foi um tenista profissional australiano.

## Grand Slam finais

### Simples (1 título, 1 vice)
| Resultado | Ano  | Campeonato      | Oponente      | Placar                  |
| --------- | ---- | --------------- | ------------- | ----------------------- |
| Vice      | 1946 | Australian Open | John Bromwich | 7–5, 3–6, 5–7, 6–3, 2–6 |
| Campeão   | 1947 | Australian Open | John Bromwich | 4–6, 6–4, 3–6, 7–5, 8–6 |